# Hartaszen (Szirak)
Hartaszen – wieś w Armenii, w prowincji Szirak. W 2011 roku liczyła 153 mieszkańców.